# 喜多隆介
喜多 隆介（きた りゅうすけ、1998年8月25日 - ）は、石川県小松市出身のプロ野球選手（捕手）。右投右打。読売ジャイアンツ所属。

## 経歴

### プロ入り前
小松市立矢田野小2年時に軟式野球を始め、小松市立南部中学校時代は硬式の小松ボーイズに所属し、当時はサイドスローの投手であった。
小松大谷高等学校では1年秋に一塁手の控えとしてベンチ入りし、2年秋から正捕手。3年夏の県大会は準決勝の星稜高等学校戦に2番手投手として登板するも4-8で敗れ敗退。
高校卒業後は京都学園大学人文学部心理学科に入学し硬式野球部に入部する。校名が京都先端科学大学となった3年春から正捕手となり、3年時の1月から監督を務める元プロ野球選手の中島輝士の指導を受け強肩を磨きドラフト候補に浮上した。4年秋の京滋大学野球リーグ戦は打率.389、2本塁打、8打点でベストナインを獲得。
2020年10月26日に行われたドラフト会議において読売ジャイアンツから育成ドラフト2巡目で指名され、11月19日に支度金300万円、年俸400万円（推定）で仮契約した。背番号は027。京都先端科学大学の校名変更後初のドラフト指名選手およびプロ野球選手となった。

### 巨人時代
2021年の春季キャンプは育成枠入団のルーキーで唯一の二軍キャンプスタート。開幕後もイースタン・リーグで経験を積み、8月3日の対福岡ソフトバンクホークス戦ではエキシビションマッチながら一軍の試合に出場し、岩嵜翔から安打を打った。8月30日に支配下登録され、背番号も94に変更となった。クライマックスシリーズでは一軍帯同するもベンチ入りは叶わなかった。オフに、40万円増の年俸460万円で更改した。
2022年8月20日の対阪神タイガース戦（東京ドーム）でプロ初のスタメンマスクを勝ち取ると、その試合の初回で島田海吏の盗塁を阻止した。9月7日の対横浜DeNAベイスターズ戦（東京ドーム）でプロ初安打初打点となる左前2点適時打を放った。オフには190万円増の推定年俸650万円で契約を更改した。
2023年は一軍出場がなかった。オフには三年連続で丸佳浩の自主トレーニングに参加した。また、20万円減の推定年俸630万円で契約更改。
2024年は2年ぶりに一軍出場を果たすも、わずか1試合の出場に終わった。二軍では85試合に出場して打率.289、3本塁打、26打点という成績であった。オフには、10万円増の推定年俸640万円で契約を更改し、1年目以来となる一塁守備の練習を行った。また、丸に加えて若月健矢のもとでも自主トレーニングを行った。

## 選手としての特徴
二塁への送球時の腕の位置が低く、スリークォーターのような珍しい投げ方をする。これは小・中学生の頃にサイドスローの投手だったことが影響している。二塁送球の最速タイムは1.77秒。

## 詳細情報

### 年度別打撃成績
| 年 度     | 球 団     | 試 合 | 打 席 | 打 数 | 得 点 | 安 打 | 二 塁 打 | 三 塁 打 | 本 塁 打 | 塁 打 | 打 点 | 盗 塁 | 盗 塁 死 | 犠 打 | 犠 飛 | 四 球 | 敬 遠 | 死 球 | 三 振 | 併 殺 打 | 打 率 | 出 塁 率 | 長 打 率 | O P S |
| --------- | --------- | ----- | ----- | ----- | ----- | ----- | -------- | -------- | -------- | ----- | ----- | ----- | -------- | ----- | ----- | ----- | ----- | ----- | ----- | -------- | ----- | -------- | -------- | ----- |
| 2022      | 巨人      | 14    | 9     | 9     | 2     | 1     | 0        | 0        | 0        | 1     | 2     | 0     | 0        | 0     | 0     | 0     | 0     | 0     | 1     | 1        | .111  | .111     | .111     | .222  |
| 2024      | 巨人      | 1     | 1     | 1     | 1     | 0     | 0        | 0        | 0        | 0     | 0     | 0     | 0        | 0     | 0     | 0     | 0     | 0     | 0     | 0        | .000  | .000     | .000     | .000  |
| 通算：2年 | 通算：2年 | 15    | 10    | 10    | 3     | 1     | 0        | 0        | 0        | 1     | 2     | 0     | 0        | 0     | 0     | 0     | 0     | 0     | 1     | 1        | .100  | .100     | .100     | .200  |

- 2024年度シーズン終了時

### 年度別守備成績
| 年 度 | 球 団 | 捕手  | 捕手  | 捕手  | 捕手  | 捕手  | 捕手     | 捕手  | 捕手     | 捕手     | 捕手     | 捕手     |
| 年 度 | 球 団 | 試 合 | 刺 殺 | 補 殺 | 失 策 | 併 殺 | 守 備 率 | 捕 逸 | 企 図 数 | 許 盗 塁 | 盗 塁 刺 | 阻 止 率 |
| ----- | ----- | ----- | ----- | ----- | ----- | ----- | -------- | ----- | -------- | -------- | -------- | -------- |
| 2022  | 巨人  | 12    | 23    | 1     | 0     | 0     | 1.000    | 0     | 3        | 2        | 1        | .333     |
| 通算  | 通算  | 12    | 23    | 1     | 0     | 0     | 1.000    | 0     | 3        | 2        | 1        | .333     |

- 2024年度シーズン終了時[注 1]

### 記録
初記録
- 初出場：2022年6月26日、対東京ヤクルトスワローズ12回戦（明治神宮野球場）、9回表に大城卓三の代走で出場[22]
- 初打席：2022年6月28日、対中日ドラゴンズ13回戦（荘内銀行・日新製薬スタジアムやまがた）、6回裏に赤星優志の代打で出場、小笠原慎之介から捕ゴロ
- 初先発出場：2022年8月20日、対阪神タイガース20回戦（東京ドーム）、「8番・捕手」で先発出場[23]
- 初安打・初打点：2022年9月7日、対横浜DeNAベイスターズ18回戦（東京ドーム）、7回裏に坂本裕哉から左前2点適時打[14]

### 背番号
- 027（2021年[6] - 同年8月29日）
- 94（2021年8月30日[10] - ）